# Gran Premio motociclistico di Francia 2013
Il Gran Premio motociclistico di Francia 2013 si è svolto il 19 maggio sul circuito Bugatti di Le Mans, ed è stata la quarta prova del motomondiale 2013. In MotoGP la gara è stata vinta da Dani Pedrosa, in Moto2 da Scott Redding e in Moto3 da Maverick Viñales.
La giornata di gara è stata caratterizzata da condizioni atmosferiche variabili che non hanno inciso sulla gara della Moto3 ma hanno causato la sospensione della gara della Moto2 (partita in condizioni di pista asciutta) con relativo accorciamento della distanza percorsa; la gara della MotoGP è stata dichiarata "bagnata" e si è disputata sulla lunghezza prevista.

## MotoGP
Al via il più rapido è Andrea Dovizioso, tallonato da Daniel Pedrosa e da Valentino Rossi ma lo spagnolo della Honda riesce presto a passare il romagnolo e ad andare in fuga. Nel frattempo Valentino Rossi, passato anche da Cal Crutchlow che terminerà poi al secondo posto, cade e Marc Márquez, inizialmente in difficoltà, rimonta fino a passare Dovizioso e raggiungere il terzo posto.

### Arrivati al traguardo

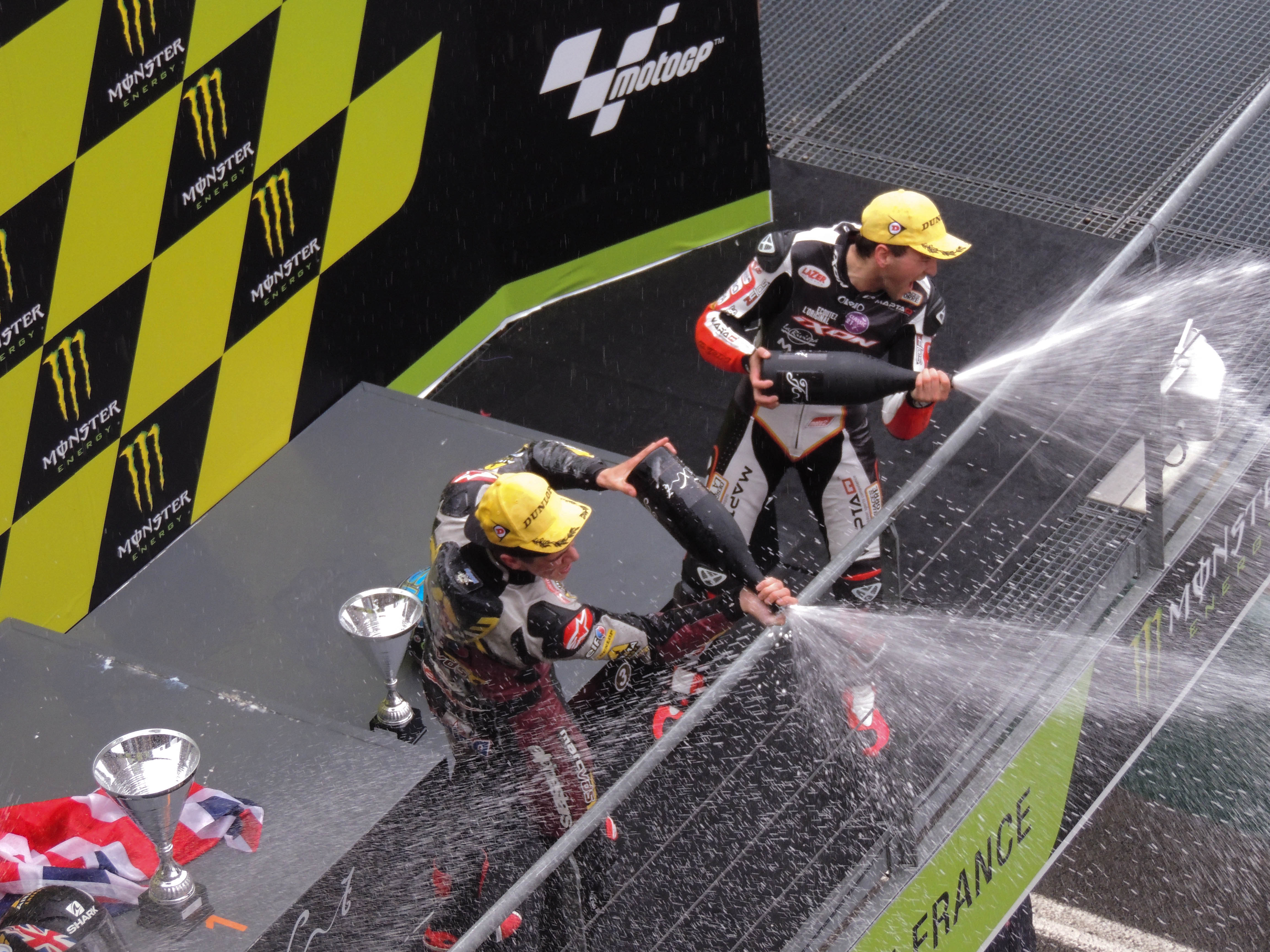
Il podio della Moto2

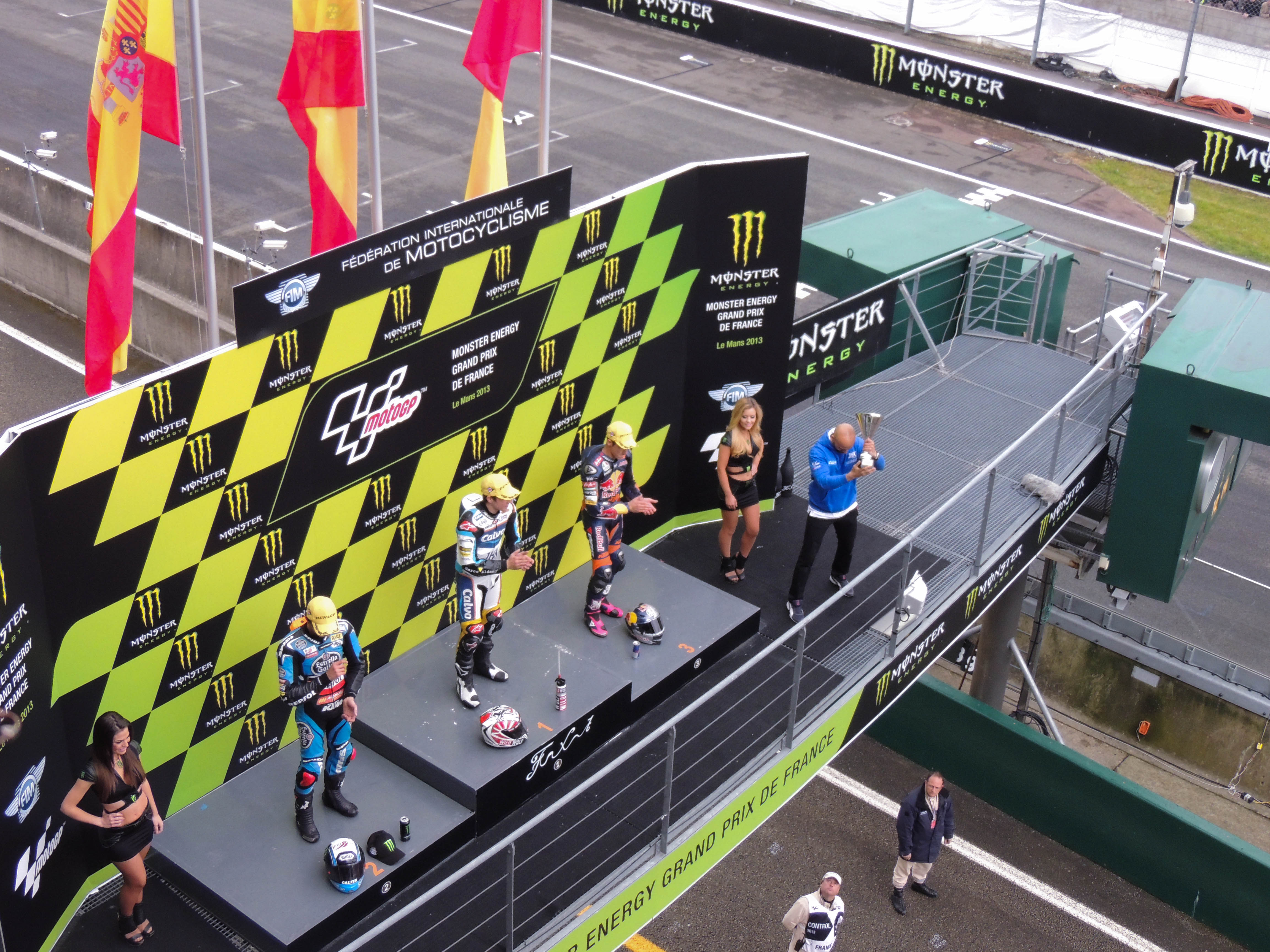
Il podio della Moto3

| Pos. | Nº | Pilota           | Squadra                   | Motocicletta       | Giri | Tempo           | Griglia | Punti |
| ---- | -- | ---------------- | ------------------------- | ------------------ | ---- | --------------- | ------- | ----- |
| 1º   | 26 | Dani Pedrosa     | Repsol Honda              | Honda RC213V       | 28   | 49min 17s 707ms | 6º      | 25    |
| 2º   | 35 | Cal Crutchlow    | Monster Yamaha Tech 3     | Yamaha YZR-M1      | 28   | +4.863          | 4º      | 20    |
| 3º   | 93 | Marc Márquez     | Repsol Honda              | Honda RC213V       | 28   | +6.949          | 1º      | 16    |
| 4º   | 04 | Andrea Dovizioso | Ducati Team               | Ducati Desmosedici | 28   | +10.087         | 3º      | 13    |
| 5º   | 69 | Nicky Hayden     | Ducati Team               | Ducati Desmosedici | 28   | +18.471         | 10º     | 11    |
| 6º   | 19 | Álvaro Bautista  | Go&Fun Honda Gresini      | Honda RC213V       | 28   | +23.561         | 7º      | 10    |
| 7º   | 99 | Jorge Lorenzo    | Yamaha Factory Racing     | Yamaha YZR-M1      | 28   | +27.961         | 2º      | 9     |
| 8º   | 51 | Michele Pirro    | Ignite Pramac Racing      | Ducati Desmosedici | 28   | +40.775         | 14º     | 8     |
| 9º   | 38 | Bradley Smith    | Monster Yamaha Tech 3     | Yamaha YZR-M1      | 28   | +41.407         | 9º      | 7     |
| 10º  | 6  | Stefan Bradl     | LCR Honda                 | Honda RC213V       | 28   | +1:00.995       | 5º      | 6     |
| 11º  | 29 | Andrea Iannone   | Energy T.I. Pramac Racing | Ducati Desmosedici | 28   | +1:05.110       | 13º     | 5     |
| 12º  | 46 | Valentino Rossi  | Yamaha Factory Racing     | Yamaha YZR-M1      | 28   | +1:16.368       | 8º      | 4     |
| 13º  | 41 | Aleix Espargaró  | Power Electronics Aspar   | ART GP13           | 28   | +1:24.200       | 11º     | 3     |
| 14º  | 9  | Danilo Petrucci  | Came IodaRacing Project   | Ioda-Suter MMX1    | 28   | +1:25.726       | 16º     | 2     |
| 15º  | 17 | Karel Abraham    | Cardion AB Motoracing     | ART GP13           | 28   | +1:32.111       | 18º     | 1     |
| 16º  | 5  | Colin Edwards    | NGM Mobile Forward Racing | FTR MGP13 Kawasaki | 28   | +1:40.602       | 17º     |       |
| 17º  | 70 | Michael Laverty  | Paul Bird Motorsport      | PBM 01             | 27   | +1 giro         | 20º     |       |
| 18º  | 8  | Héctor Barberá   | Avintia Blusens           | FTR MGP13          | 27   | +1 giro         | 15º     |       |
| 19º  | 7  | Hiroshi Aoyama   | Avintia Blusens           | FTR MGP13          | 27   | +1 giro         | 24º     |       |

### Ritirati

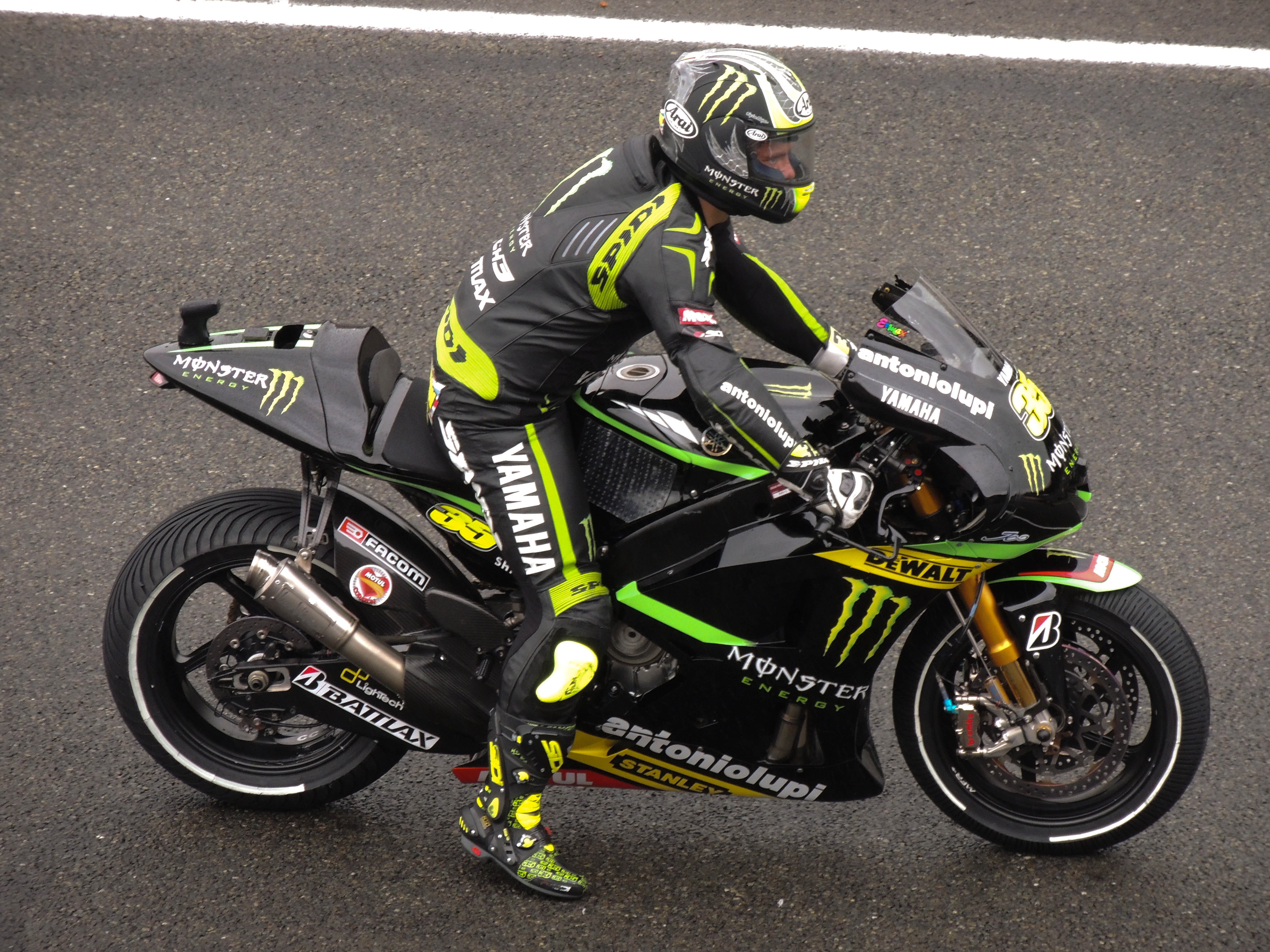
Crutchlow poco prima della partenza

| Nº | Pilota          | Squadra                   | Motocicletta       | Giri | Griglia |
| -- | --------------- | ------------------------- | ------------------ | ---- | ------- |
| 68 | Yonny Hernández | Paul Bird Motorsport      | ART GP13           | 20   | 23º     |
| 14 | Randy de Puniet | Power Electronics Aspar   | ART GP13           | 15   | 12º     |
| 52 | Lukáš Pešek     | Came IodaRacing Project   | Ioda-Suter MMX1    | 15   | 22º     |
| 71 | Claudio Corti   | NGM Mobile Forward Racing | FTR MGP13 Kawasaki | 7    | 19º     |
| 67 | Bryan Staring   | Go&Fun Honda Gresini      | FTR MGP13 Honda    | 1    | 21º     |

## Moto2
Prima affermazione in carriera nella classe Moto2 per il pilota britannico Scott Redding del team Marc VDS Racing, con la gara che è stata interrotta al 24º giro per la pioggia e la classifica finale che viene stilata alla fine del giro 22. Con questa vittoria Redding diviene nuovo capo-classifica di campionato, favorito anche dal ritiro dei due piloti del team Tuenti HP 40, Pol Espargaró e Esteve Rabat, suoi principali rivali per le posizioni di vertice della graduatoria mondiale.
Doppietta per il team Marc VDS Racing, con l'altro pilota della squadra, Mika Kallio, al secondo posto e con Xavier Siméon del Desguaces La Torre Maptaq terzo, a comporre un podio tutto di piloti dotati di moto Kalex.
Grazie al piazzamento al terzo posto ottenuto da Siméon, un pilota belga torna sul podio di premiazione di una gara del motomondiale, a distanza di ventitré anni dal secondo posto ottenuto da Didier de Radiguès al GP del Belgio del 1990.
Anthony West nel Gran Premio di Francia 2012 era risultato positivo a controlli antidoping, per tale motivo il 31 ottobre 2012 dopo il GP d'Australia è stata presa la decisione di annullare il risultato ottenuto in Francia e di squalificarlo per un mese, cosa che non gli ha permesso di partecipare all'ultima tappa del campionato 2012, a Valencia. In seguito, il 28 novembre 2013, vengono annullati tutti i suoi risultati ottenuti nei 17 mesi successivi al GP di Francia della stagione precedente, fra cui quello di questa gara.

### Arrivati al traguardo
| Pos. | Nº | Pilota              | Squadra                    | Motocicletta       | Giri | Tempo     | Griglia | Punti |
| ---- | -- | ------------------- | -------------------------- | ------------------ | ---- | --------- | ------- | ----- |
| 1º   | 45 | Scott Redding       | Marc VDS Racing            | Kalex Moto2        | 22   | 36:43.583 | 2º      | 25    |
| 2º   | 36 | Mika Kallio         | Marc VDS Racing            | Kalex Moto2        | 22   | +1.090    | 10º     | 20    |
| 3º   | 19 | Xavier Siméon       | Desguaces La Torre Maptaq  | Kalex Moto2        | 22   | +1.234    | 5º      | 16    |
| 4º   | 77 | Dominique Aegerter  | Technomag carXpert         | Suter MMX2         | 22   | +1.701    | 13º     | 13    |
| 5º   | 5  | Johann Zarco        | Came Iodaracing Project    | Suter MMX2         | 22   | +1.859    | 3º      | 11    |
| 6º   | 54 | Mattia Pasini       | NGM Mobile Racing          | Speed Up SF13      | 22   | +12.272   | 9º      | 10    |
| 7º   | 63 | Mike Di Meglio      | JiR Moto2                  | TSR 6              | 22   | +12.378   | 12º     | 9     |
| 8º   | 60 | Julián Simón        | Italtrans Racing           | Kalex Moto2        | 22   | +29.712   | 18º     | 8     |
| 9º   | 15 | Alex De Angelis     | NGM Mobile Forward Racing  | Speed Up SF13      | 22   | +31.235   | 19º     | 7     |
| 10º  | 4  | Randy Krummenacher  | Technomag carXpert         | Suter MMX2         | 22   | +31.535   | 32º     | 6     |
| 11º  | 3  | Simone Corsi        | NGM Mobile Racing          | Speed Up SF13      | 22   | +31.675   | 30º     | 5     |
| 12º  | 11 | Sandro Cortese      | Dynavolt Intact GP         | Kalex Moto2        | 22   | +31.917   | 17º     | 4     |
| 13º  | 23 | Marcel Schrötter    | Desguaces La Torre SAG     | Kalex Moto2        | 22   | +35.778   | 16º     | 3     |
| 14º  | 96 | Louis Rossi         | Tech 3                     | Tech 3 Mistral 610 | 22   | +45.045   | 21º     | 2     |
| 15º  | 52 | Danny Kent          | Tech 3                     | Tech 3 Mistral 610 | 22   | +45.151   | 26º     | 1     |
| 16º  | 17 | Alberto Moncayo     | Argiñano & Gines Racing    | Speed Up SF13      | 22   | +55.456   | 29º     |       |
| 17º  | 72 | Yūki Takahashi      | Idemitsu Honda Team Asia   | Moriwaki MD600     | 22   | +59.886   | 23º     |       |
| 18º  | 7  | Doni Tata Pradita   | Federal Oil Gresini        | Suter MMX2         | 22   | +1:02.095 | 33º     |       |
| 19º  | 40 | Pol Espargaró       | Tuenti HP 40               | Kalex Moto2        | 22   | +1:06.414 | 7º      |       |
| 20º  | 44 | Steven Odendaal     | Argiñano & Gines Racing    | Speed Up SF13      | 22   | +1:48.007 | 27º     |       |
| 21º  | 55 | Hafizh Syahrin      | Petronas Raceline Malaysia | Kalex Moto2        | 21   | +1 giro   | 25º     |       |
| 22º  | 80 | Esteve Rabat        | Tuenti HP 40               | Kalex Moto2        | 20   | +2 giri   | 4º      |       |
| 23º  | 97 | Rafid Topan Sucipto | QMMF Racing                | Speed Up SF13      | 19   | +3 giri   | 34º     |       |

### Non classificati
| Nº | Pilota        | Squadra                   | Motocicletta  | Giri | Tempo     | Griglia |
| -- | ------------- | ------------------------- | ------------- | ---- | --------- | ------- |
| 88 | Ricard Cardús | NGM Mobile Forward Racing | Speed Up SF13 | 22   | +1:29.658 | 20º     |
| 8  | Gino Rea      | Gino Rea Race             | FTR M213      | 12   | +10 giri  | 31º     |

### Ritirati
| Nº | Pilota              | Squadra                | Motocicletta | Giri | Griglia |
| -- | ------------------- | ---------------------- | ------------ | ---- | ------- |
| 24 | Toni Elías          | Blusens Avintia        | Kalex Moto2  | 19   | 14º     |
| 18 | Nicolás Terol       | Mapfre Aspar           | Suter MMX2   | 17   | 6º      |
| 30 | Takaaki Nakagami    | Italtrans Racing       | Kalex Moto2  | 6    | 1º      |
| 12 | Thomas Lüthi        | Interwetten Paddock    | Suter MMX2   | 4    | 8º      |
| 81 | Jordi Torres        | Mapfre Aspar           | Suter MMX2   | 2    | 15º     |
| 9  | Kyle Smith          | Blusens Avintia        | Kalex Moto2  | 0    | 22º     |
| 49 | Axel Pons           | Tuenti HP 40           | Kalex Moto2  | 0    | 24º     |
| 14 | Ratthapark Wilairot | Thai Honda PTT Gresini | Suter MMX2   | 0    | 28º     |

### Squalificato
| Nº | Pilota       | Squadra     | Motocicletta  | Giri | Tempo   | Griglia |
| -- | ------------ | ----------- | ------------- | ---- | ------- | ------- |
| 95 | Anthony West | QMMF Racing | Speed Up SF13 | 22   | +30.479 | 11º     |

## Moto3
Seconda vittoria consecutiva, dopo quella del GP di Spagna, per Maverick Viñales, che scattato dalla pole con la KTM RC 250 GP del Team Calvo centra la sua undicesima affermazione in carriera nel motomondiale, intensificando ulteriormente il suo vantaggio in prima posizione nel campionato mondiale. Podio completato da altri due piloti spagnoli dotati di motociclette della KTM, con Álex Rins del team Estrella Galicia 0,0 secondo e Luis Salom terzo con moto iscritta dal team Red Bull KTM Ajo.

### Arrivati al traguardo
| Pos. | Nº | Pilota             | Squadra                      | Motocicletta  | Giri | Tempo           | Griglia | Punti |
| ---- | -- | ------------------ | ---------------------------- | ------------- | ---- | --------------- | ------- | ----- |
| 1º   | 25 | Maverick Viñales   | Team Calvo                   | KTM RC 250 GP | 24   | 42min 05s 448ms | 1º      | 25    |
| 2º   | 42 | Álex Rins          | Estrella Galicia 0,0         | KTM RC 250 GP | 24   | +1.264          | 4º      | 20    |
| 3º   | 39 | Luis Salom         | Red Bull KTM Ajo             | KTM RC 250 GP | 24   | +1.387          | 5º      | 16    |
| 4º   | 94 | Jonas Folger       | Mapfre Aspar                 | Kalex KTM     | 24   | +14.593         | 3º      | 13    |
| 5º   | 12 | Álex Márquez       | Estrella Galicia 0,0         | KTM RC 250 GP | 24   | +37.949         | 7º      | 11    |
| 6º   | 84 | Jakub Kornfeil     | Redox RW Racing GP           | Kalex KTM     | 24   | +40.295         | 14º     | 10    |
| 7º   | 5  | Romano Fenati      | San Carlo Team Italia        | FTR M313      | 24   | +43.325         | 11º     | 9     |
| 8º   | 41 | Brad Binder        | Ambrogio Racing              | Suter MMX3    | 24   | +43.537         | 12º     | 8     |
| 9º   | 10 | Alexis Masbou      | Ongetta-Rivacold             | FTR M313      | 24   | +45.511         | 10º     | 7     |
| 10º  | 32 | Isaac Viñales      | Ongetta-Centro Seta          | FTR M313      | 24   | +45.674         | 8º      | 6     |
| 11º  | 17 | John McPhee        | Caretta Technology - RTG     | FTR M313      | 24   | +51.452         | 18º     | 5     |
| 12º  | 8  | Jack Miller        | Caretta Technology - RTG     | FTR M313      | 24   | +51.592         | 6º      | 4     |
| 13º  | 61 | Arthur Sissis      | Red Bull KTM Ajo             | KTM RC 250 GP | 24   | +58.713         | 19º     | 3     |
| 14º  | 19 | Alessandro Tonucci | La Fonte Tascaracing         | FTR M313      | 24   | +58.970         | 16º     | 2     |
| 15º  | 65 | Philipp Öttl       | Tec Interwetten Moto3 Racing | Kalex KTM     | 24   | +1:18.027       | 28º     | 1     |
| 16º  | 11 | Livio Loi          | Marc VDS Racing              | Kalex KTM     | 24   | +1:18.384       | 20º     |       |
| 17º  | 3  | Matteo Ferrari     | Ongetta-Centro Seta          | FTR M313      | 24   | +1:23.388       | 30º     |       |
| 18º  | 9  | Toni Finsterbusch  | Kiefer Racing                | Kalex KTM     | 24   | +1:27.726       | 22º     |       |
| 19ª  | 22 | Ana Carrasco       | Team Calvo                   | KTM RC 250 GP | 24   | +1:27.754       | 23ª     |       |
| 20º  | 4  | Francesco Bagnaia  | San Carlo Team Italia        | FTR M313      | 24   | +1:27.860       | 27º     |       |
| 21º  | 53 | Jasper Iwema       | RW Racing GP                 | Kalex KTM     | 24   | +1:28.165       | 29º     |       |
| 22º  | 58 | Juanfran Guevara   | CIP Moto3                    | TSR3C         | 24   | +1:30.631       | 24º     |       |
| 23º  | 89 | Alan Techer        | CIP Moto3                    | TSR3C         | 24   | +1:30.841       | 21º     |       |
| 24º  | 57 | Eric Granado       | Mapfre Aspar                 | Kalex KTM     | 23   | +1 giro         | 26º     |       |
| 25º  | 29 | Hyuga Watanabe     | La Fonte Tascaracing         | FTR M313      | 23   | +1 giro         | 32º     |       |
| 26º  | 18 | Christophe Arciero | ARC                          | Suter MMX3    | 23   | +1 giro         | 33º     |       |

### Ritirati
| Nº | Pilota              | Squadra          | Motocicletta   | Giri | Griglia |
| -- | ------------------- | ---------------- | -------------- | ---- | ------- |
| 77 | Lorenzo Baldassarri | Go&Fun Gresini   | FTR M313       | 20   | 13º     |
| 63 | Zulfahmi Khairuddin | Red Bull KTM Ajo | KTM RC 250 GP  | 19   | 15º     |
| 31 | Niklas Ajo          | Avant Tecno      | KTM RC 250 GP  | 19   | 9º      |
| 95 | Jules Danilo        | Marc VDS Racing  | Kalex KTM      | 13   | 25º     |
| 23 | Niccolò Antonelli   | Go&Fun Gresini   | FTR M313       | 12   | 17º     |
| 66 | Florian Alt         | Kiefer Racing    | Kalex KTM      | 6    | 31º     |
| 44 | Miguel Oliveira     | Mahindra Racing  | Mahindra MGP3O | 4    | 2º      |

### Non partiti
| Nº | Pilota        | Squadra         | Motocicletta   |
| -- | ------------- | --------------- | -------------- |
| 99 | Danny Webb    | Ambrogio Racing | Suter MMX3     |
| 7  | Efrén Vázquez | Mahindra Racing | Mahindra MGP3O |